# Claude Akins
Pour les articles homonymes, voir Akins.
Claude Akins est un acteur américain, né le 25 mai 1926 à Nelson, en Géorgie, et mort le 27 janvier 1994 à Altadena, en Californie (États-Unis).

## Biographie
Né à Nelson en Géorgie, Akins grandit à Bedford, dans l'Indiana.
Pendant la Deuxième Guerre mondiale, il sert en Birmanie et aux Philippines au sein de l'United States Army Signal Corps.
Après la guerre, il est diplômé en 1949 de l'université Northwestern en section théâtre.
Sa carrière compte de nombreux rôles, aussi bien au cinéma qu'à la télévision. Il est connu pour le rôle du général Aldo[réf. nécessaire] dans le film La Bataille de la planète des singes.
Il meurt d'un cancer le 27 janvier 1994 à Pasadena.

## Filmographie

### Cinéma
- 1953 : Tant qu'il y aura des hommes (From Here to Eternity) de Fred Zinnemann : Sgt. Dhom
- 1954 : Bitter Creek (en) de Thomas Carr : Henchman Vance Morgan
- 1954 : Témoin de ce meurtre (Witness to Murder) de Roy Rowland : Police officer
- 1954 : Ouragan sur le Caine (The Caine Mutiny) d'Edward Dmytryk : Horrible (VF : Jean Durand)
- 1954 : Le Raid (The Raid) d'Hugo Fregonese : Lt. Ramsey (VF : Daniel Sharky)
- 1954 : Le Bouclier du crime (Shield for Murder) d'Edmond O'Brien et Howard W. Koch : Fat Michaels
- 1954 : L'Assassin parmi eux (Down Three Dark Streets) d'Arnold Laven : Matty Pavelich
- 1954 : Les Aventures de Hadji (The Adventures of Hajji Baba) de Don Weis : Chief Executioner's Aide
- 1954 : Dans les bas-fonds de Chicago (The Human Jungle) de Joseph M. Newman : George Mandy (henchman)
- 1955 : Le Renard des océans (The Sea Chase) de John Farrow : Winkler (VF : Gerard Darrieu)
- 1955 : L'Homme au fusil (Man with the Gun) de Richard Wilson : Jim Reedy (VF : Jean Violette)
- 1956 : L'Enfer du Pacifique (Battle Stations) de Lewis Seiler : Marty Brennan
- 1956 : Un magnifique salaud (The Proud and Profane) de George Seaton : Big soldier
- 1956 : Johnny Concho de Don McGuire : Lem
- 1956 : Collines brûlantes (The Burning Hills) de Stuart Heisler : Ben Hindeman, Sutton's Foreman (VF : Jean Clarieu)
- 1956 : Opération requins (en) (The Sharkfighters) de Jerry Hopper : Chief 'Gordy' Gordon
- 1957 : L'Otage du gang (en) (Hot Summer Night) de David Friedkin : Truck Driver
- 1957 : The Kettles on Old MacDonald's Farm (en) de Virgil W. Vogel : Pete Logan
- 1957 : Jicop le proscrit (The Lonely Man) d'Henry Levin : Blackburn
- 1957 : Joe Dakota de Richard Bartlett (en) : Aaron Grant
- 1958 : La Chaîne (The Defiant Ones) de Stanley Kramer : Mack
- 1958 : Onionhead de Norman Taurog : Poznicki
- 1959 : Rio Bravo d'Howard Hawks : Joe Burdette
- 1959 : Porgy and Bess d'Otto Preminger : Detective
- 1959 : Don't Give Up the Ship de Norman Taurog : Lt. Cmdr. Farber
- 1959 : Frontier Rangers de Jacques Tourneur : Caleb Brandt
- 1959 : Le Géant du Grand Nord (Yellowstone Kelly) de Gordon Douglas : Sergeant
- 1959 : Hound-Dog Man de Don Siegel : Hog Peyson
- 1960 : Comanche Station de Budd Boetticher : Ben Lane
- 1960 : Procès de singe (Inherit the Wind) de Stanley Kramer : Rev. Jeremiah Brown
- 1961 : Claudelle Inglish de Gordon Douglas : S. T. Crawford
- 1962 : Les Maraudeurs attaquent (Merrill's Marauders) de Samuel Fuller : Sgt. Kolowicz
- 1962 : Black Gold de Leslie H. Martinson : Chick Carrington
- 1964 : La Charge de la huitième brigade (A Distant Trumpet) de Raoul Walsh : Seely Jones
- 1964 : À bout portant (The Killers), de Don Siegel : Earl Sylvester
- 1966 : Marqué au fer rouge (Ride Beyond Vengeance) de Bernard McEveety : Elwood Coates
- 1966 : Sans foi ni loi (en) (Incident at Phantom Hill) d'Earl Bellamy
- 1966 : Le Retour des sept (Return of the Seven) de Burt Kennedy : Frank
- 1967 : First to Fight de Christian Nyby : Capt. Mason
- 1967 : L'Or des pistoleros (Waterhole #3) de William A. Graham : MSgt. Henry J. Foggers
- 1968 : La Brigade du diable (The Devil's Brigade) de Andrew V. McLaglen : Pvt. Rockwell 'Rocky' Rockman
- 1969 : The Great Bank Robbery de Hy Averback : Slade
- 1970 : Un homme nommé Sledge (A Man Called Sledge) de Vic Morrow : Hooker
- 1970 : L'Indien (Flap) de Carol Reed : Lobo Jackson
- 1972 : Alerte à la bombe (Skyjacked) de John Guillermin : Sgt. Ben Puzo
- 1973 : Shadow of Fear : Styran
- 1973 : La Bataille de la planète des singes (Battle for the Planet of the Apes) de J. Lee Thompson : Gen. Aldo
- 1975 : Timber Tramps (en) de Tay Garnett
- 1977 : Tentacules (Tentacoli) d'Ovidio G. Assonitis : Sheriff Robards
- 1986 : Pushed Too Far de Jack Rooney : Sheriff
- 1987 : Monster in the Closet de Bob Dahlin : Sheriff Sam Ketchem
- 1987 : La Malédiction céleste (en) (The Curse) de David Keith : Nathan Hayes
- 1992 : Falling from Grace de John Mellencamp : Speck Parks
- 1993 : Seasons of the Heart (en) de T. C. Christensen (en) : William Clay
- 1994 : Twisted Fear de Bob Willems : Det. Lucky Douglas

### Télévision
- 1956 : Crusader
- 1959 - 1963 : The Untouchables
- 1960 : Au nom de la loi : saison 2 épisode 31 (Le route de la prison/Prison trail) : Jack Kelly
- 1962 : La Quatrième Dimension : épisode Le Petit Peuple (saison 3, épisode 28) : William Fletcher
- 1962 : Bonanza saison 04 épisode 03 (Le déserteur) : Colonel Edward J. Dunwoody
- 1966 : Combat ! - épisode Ask Me No Questions" (Mastin, "Ollie Joe") Charlie Pelton et Nightmare on the Red Ball Run : Rosie (1966–1967)
- 1971 : Lock, Stock and Barrel : Punck Logan
- 1971 : River of Mystery (en) : Ernie Dorata
- 1972 : La Nuit du Vampire (The Night Stalker) : Sheriff Warren A. Butcher
- 1973 : La Voix du vampire (The Norliss Tapes) : Sheriff Tom Hartley
- 1974 : Police parallèle (The Death Squad) : Connie Brennan
- 1974 : L'aventure est au bout de la route (Movin' On)
- 1974 : In Tandem : Sonny Pruett
- 1974 : Shadow of Fear : Styran
- 1974 : Les Rues de San Francisco (série) - Saison 2, épisode 19 (A String of Puppets) : Bob Mason
- 1975 : Medical Story (en) : Dr Matthews
- 1975 : Eric : Stanley 'Stan' Swenson
- 1976 : Kiss Me, Kill Me : Harry Grant
- 1977 : Nashville 99 (en) (série) : Lt. Stoney Huff
- 1977 : Police Story: The Broken Badge
- 1977 : Yesterday's Child : Cliff Henley
- 1977 : The Rhinemann Exchange (série) : Walter Kendall
- 1977 : Navire en détresse (Killer on Board) : Oscar Billingham
- 1977 : Tarantula : Le Cargo de la mort (Tarantulas: The Deadly Cargo) : Bert Springer
- 1978 : Little Mo (en) : Gus Berste
- 1978 : B.J. and the Bear (série) : Sheriff Lobo
- 1979 : Murder in Music City : Billy West
- 1979 : Ebony, Ivory et Jade (Ebony, Ivory and Jade) : Joe Blair
- 1979 : The Concrete Cowboys (en) : Woody Stone
- 1982 : Bus Stop : Sheriff Will
- 1983 : Desperate Intruder : Carl
- 1984 : The Baron and the Kid
- 1984 : Celebrity (série) : Oncle Bun Luther
- 1984 - 1985 : Arabesque (saison 1, plusieurs épisodes) : Ethan
- 1986 : Dream West (série) : Tom Fitzpatrick
- 1986 : À la poursuite de Claude Dallas (Manhunt for Claude Dallas) : Bill Pogue
- 1987 : Touristes en délire (If It's Tuesday, It Still Must Be Belgium) : Mo Wyshocki
- 1989 : Mothers, Daughters and Lovers : Kibby
- 1991 : Incident aux chutes Victoria (Incident at Victoria Falls) : Theodore Roosevelt
- 1991 : The Gambler Returns: The Luck of the Draw : Président Theodore Roosevelt
- 1992 : Le Triangle noir (Grass Roots) : Sheriff
- 1994 : The Search